# 油断ちゃん
『油断ちゃん』（ゆだんちゃん）は、吉田戦車によるギャグ漫画作品。1996年から1999年にかけて、講談社の漫画雑誌『モーニング』に不定期掲載されていた。単行本は講談社コミックスデラックス（KCDXモーニング）全1巻。

## 概要
地元商店街のために働く幼稚園児スパイの韮崎油断ちゃんと、両親（断三と油美）と、彼女を取り巻く国際スパイや、地元商店街の客を引き寄せようと企む大手資本スーパー「赤サソリ」が繰り広げるドタバタ劇。単行本には吉田戦車の解説と、加藤孝雄のイラストによる「図説・世界のスパイ」というナンセンスなコンテンツも掲載されている。

## 登場人物
続編である「油断ちゃんラグジュアリー」での内容も含めて記す。
韮崎油断（にらさき ゆだん）
本作のヒロイン。「コダヌキ幼稚園」に通う、5歳児にして地元商店街の秘密諜報室に所属する幼稚園児スパイ。
生後半年から2歳まで全寮制の乳幼児スパイ早期養成スクール・通称“赤ちゃんの穴”でスパイ術を学び、その技術で地元商店街を守るために暗躍する。
5歳児とは思えない大人びた口調で話し、大げさなことを好み、スパイとして殉職したり窮地に陥ることに陶酔する。
幼稚園児ゆえか作中では「ちゃん付け」で呼ばれることが多く、敵であるはずの下心金四郎や赤蠍リボン子でさえも「油断ちゃん」と呼んでいるシーンがある。
コネリー君
秘密諜報室技術部が製作したスパイ人形。子どもが片手で持てる程度の大きさだが、様々な特殊機能が内蔵されている。
ブリーフだけを身につけた小さな体に外国人男性のような顔、縞模様の太い尻尾が生えているなど、奇妙な人形であるが、不条理な行動に走りがちな油断ちゃんの目付役（ツッコミ役）として、常に行動を共にする。
下心金四郎が発砲した際に油断ちゃんの身代わりになって撃たれ頭部と尻尾を破損、これ以降、頭部は豚、尻尾はネズミのような尻尾に替えられている。
韮崎断三（にらさき だんぞう）
油断ちゃんの父。無職。地元商店街秘密諜報質室のスパイとして、油断ちゃんとともにスーパー赤サソリに立ち向かう。女癖が悪く、キャバクラやパブなどに通ってはしばしば妻の油美から制裁を受けている。
韮崎油美（にらさき ゆみ）
油断ちゃんの母。一杯飲み屋「油（あぶら）」を経営している。危険なスパイ行為をする油断ちゃんを案じている。
談合坂太（だんごうざか ふとし）
地元商店街秘密諜報室室長。油断ちゃん、断三の上司である老人。地元商店街を守るため、スーパー赤サソリとスパイ合戦を繰り広げる。
下心金四郎（したごころ きんしろう）
赤サソリ秘密工作部副部長。通常はスーパー赤サソリの主任をしているが、有名店の引き抜きなどさまざまな手段で地元商店街打倒を画策し、油断ちゃんと敵対する。「油」の常連であり、油美に気がある。
赤蠍リボン子（あかさそり りぼんこ）
赤サソリ社長一族の末娘。IQ200の天才少女にして赤サソリ秘密工作部部長。女子高校生。中年男性に変装してスーパー赤サソリ新支店長として赴任、「スーパー赤サソリ世界征服記念金曜びっくり市」を目標に地下食品売り場の売り上げをアップさせるが、油断ちゃんに正体を見破られ野望を挫かれた。以降も油断ちゃんにはなにかと煮え湯を飲まされ続ける。

## 続編
- 油断ちゃんラグジュアリー：油断ちゃん終了後に不定期掲載された4コマ漫画。『油断ちゃん』講談社コミックスデラックス（KCDXモーニング）に所収。